# Nässjö

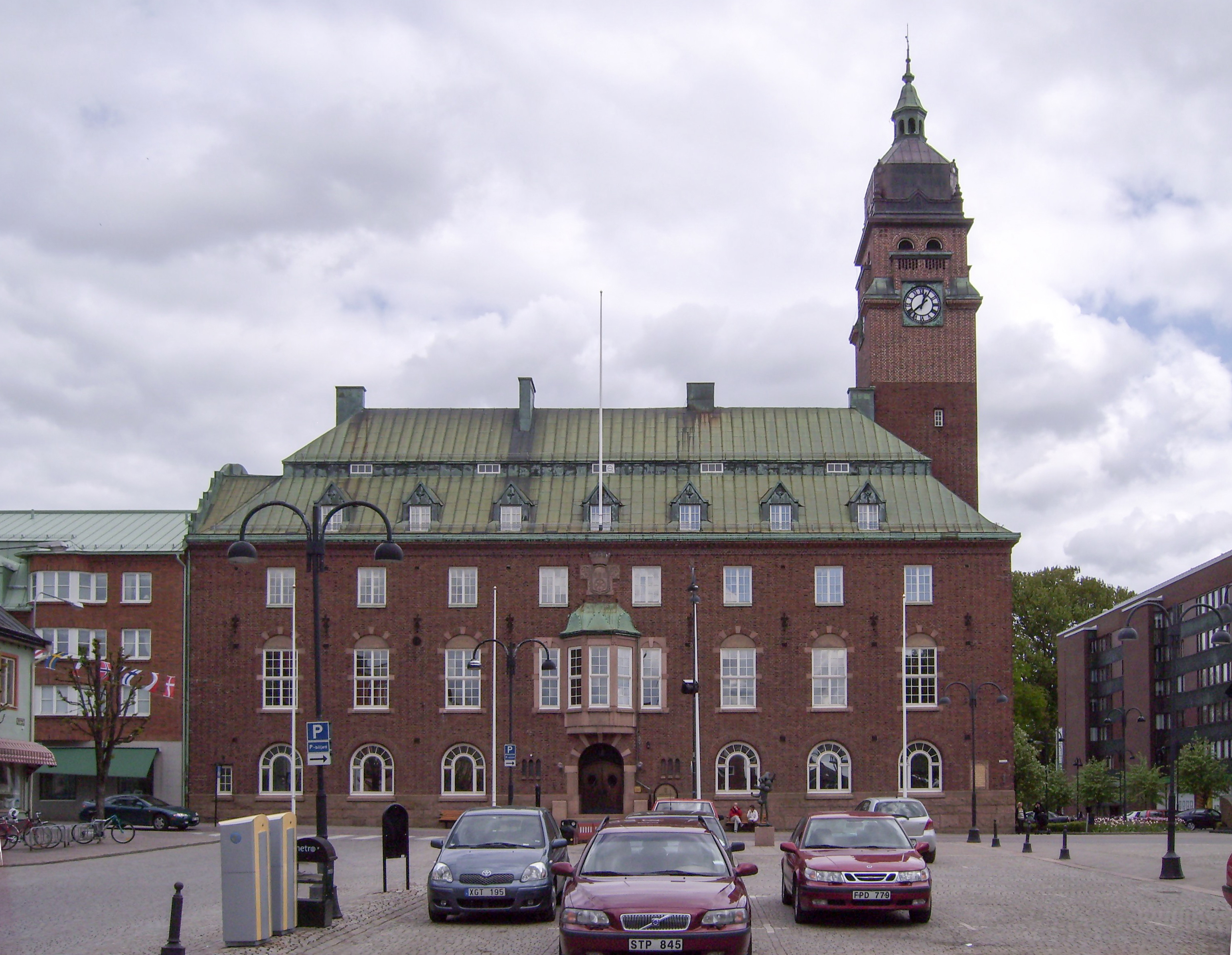
Câmara Municipal de Nässjö

Nässjö ( ouça a pronúncia) é uma cidade sueca, localizada no norte da província histórica da Småland, e situada a 221 metros de altitude no Planalto do Sul da Suécia (Sydsvenska höglandet). Possuía 17 719 habitantes em 2015. É sede da comuna de Nässjö, pertencente ao condado de Jönköping. É um conhecido nó ferroviário, passando por lá a Linha Meridional, que liga Malmo a Estocolmo.

## Economia
Nässjö foi um dos principais centros da indústria do mobiliário e da carpintaria do país. Hoje em dia, a economia da cidade está dominada por outras indústrias, como p.ex. nos campos do material elétrico e na manutenção ferroviária.

## Património
- Museu Ferroviário de Nässjö (Nässjö Järnvägsmuseum)
- Museu da Boneca e dos Brinquedos (Dock & Leksaksmuseum)

## Cidades geminadas
| - Brønderslev, Dinamarca - Eidsberg, Noruega |